# 神戸郵船ビル
神戸メリケンビル（旧神戸郵船ビル）は兵庫県神戸市中央区海岸通にある歴史的建造物。

## 概要
メリケン波止場のすぐ北の初代米国領事館の跡地に1918年、曾禰達蔵・中條精一郎の設計により旧日本郵船神戸支店として建設された近代ビル。
当初は銅葺きの屋根と円形ドームを戴いていたが、1945年の神戸大空襲で焼失した。
1994年に日本設計設計、大林組・藤木工務店施工により施された耐震補強工事によって、1995年の阪神・淡路大震災を軽微な被害で乗り越えた。このリフォームは、第5回BELCA賞を受賞している。 
現在は1階は商業施設になっており、2階以上が貸事務所となっているが、非常時以外は2階以上には建物の西側にある通用口からのみ入るようになっている。
2019年4月に旧所有者である日本郵船株式会社が売却し、日本港運株式会社が取得。名称を神戸メリケンビルに変更。
夜間は日没から22時までライトアップされる。

## 交通アクセス
- 神戸市営地下鉄海岸線・旧居留地・大丸前駅 徒歩8分
- 阪神本線・元町駅 徒歩10分
- JR神戸線・元町駅 徒歩10分

## 周辺情報
- 旧居留地
  - 神戸ドールミュージアム - THE FORTY FIFTH - 大丸ミュージアム神戸 - ジーニアスギャラリー - 旧居留地38番館 - 神戸らんぷミュージアム - 神戸市立博物館 - 旧居留地十五番館 - チャータードビル - 神戸商船三井ビル - 海岸ビル - 神港ビル
- 旧雑居地
  - 神戸南京町 - 旧神戸住友ビル - 海岸ビルヂング（旧・日濠会館）